# Metall-Hund
Der Metall-Hund (Gengxu (chinesisch 庚戌, Pinyin gēngxū)) ist das 47. Jahr des chinesischen Kalenders (siehe Tabelle 天支 60-Jahre-Zyklus). Es ist ein Begriff aus dem Bereich der chinesischen Astrologie und bezeichnet diejenigen Mondjahre, die durch eine Verbindung des siebten Himmelsstammes (庚,  gēng, Element Metall und Yáng) mit dem elften Erdzweig (戌,  xū), symbolisiert durch den Hund (狗,  gǒu), charakterisiert sind.
Nach dem chinesischen Kalender tritt eine solche Verbindung alle 60 Jahre ein. Das letzte Metall-Hund-Jahr begann 1970 und dauerte wegen der Abweichung des chinesischen vom gregorianischen Kalenderjahr vom 6. Februar 1970 bis 26. Januar 1971.

## Metall-Hund-Jahr
Im chinesischen Kalenderzyklus ist das Jahr des Metall-Hunds 庚戌 gēngxū das 47. Jahr (am Beginn des Jahres: Erde-Hahn 己酉 jǐyǒu 46).
| Liste der Metall-Hund-Jahre des 60-Jahres-Zyklus (Ende des Zyklus – bei Zählung vom 1. Regierungsjahr Huángdì) (Beginn des Zyklus – bei Zählung vom 61. Regierungsjahr Huángdì)            |              |              |              |              |              |              |              |              |              |              |
| Zykl. | 0            | 1            | 2            | 3            | 4            | 5            | 6            | 7            | 8            | 9            |
| 0 | 2651 v. Chr. | 2591 v. Chr. | 2531 v. Chr. | 2471 v. Chr. | 2411 v. Chr. | 2351 v. Chr. | 2291 v. Chr. | 2231 v. Chr. | 2171 v. Chr. | 2111 v. Chr. |
| 10 | 2051 v. Chr. | 1991 v. Chr. | 1931 v. Chr. | 1871 v. Chr. | 1811 v. Chr. | 1751 v. Chr. | 1691 v. Chr. | 1631 v. Chr. | 1571 v. Chr. | 1511 v. Chr. |
| 20 | 1451 v. Chr. | 1391 v. Chr. | 1331 v. Chr. | 1271 v. Chr. | 1211 v. Chr. | 1151 v. Chr. | 1091 v. Chr. | 1031 v. Chr. | 971 v. Chr.  | 911 v. Chr.  |
| 30 | 851 v. Chr.  | 791 v. Chr.  | 731 v. Chr.  | 671 v. Chr.  | 611 v. Chr.  | 551 v. Chr.  | 491 v. Chr.  | 431 v. Chr.  | 371 v. Chr.  | 311 v. Chr.  |
| 40 | 251 v. Chr.  | 191 v. Chr.  | 131 v. Chr.  | 71 v. Chr.   | 11 v. Chr.   | 50           | 110          | 170          | 230          | 290          |
| 50 | 350          | 410          | 470          | 530          | 590          | 650          | 710          | 770          | 830          | 890          |
| 60 | 950          | 1010         | 1070         | 1130         | 1190         | 1250         | 1310         | 1370         | 1430         | 1490         |
| 70 | 1550         | 1610         | 1670         | 1730         | 1790         | 1850         | 1910         | 1970         | 2030         | 2090         |
| 80 | 2150         | 2210         | 2270         | 2330         | 2390         | 2450         | 2510         | 2570         | 2630         | 2690         |
| Hinweis: Die laufende Nr. des Zyklus ergibt sich aus der Zeilen-Nr. addiert mit der Spalten-Nr. Beispiel: Das Metall-Hund-Jahr des 35. Zyklus (Zeile 30 + Spalte 5) entspricht 551 v. Chr. |              |              |              |              |              |              |              |              |              |              |